# Mận khô

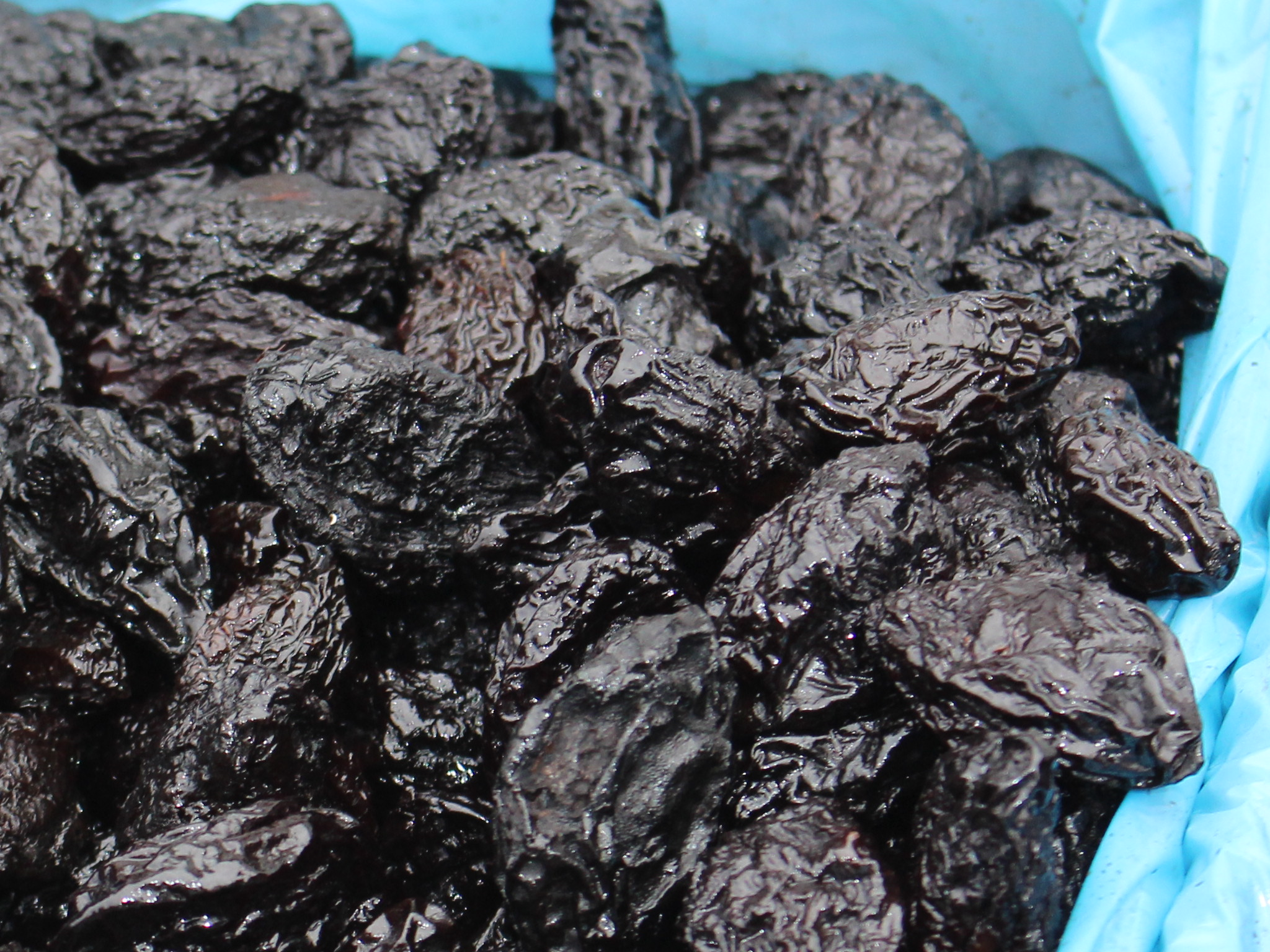
Mận khô

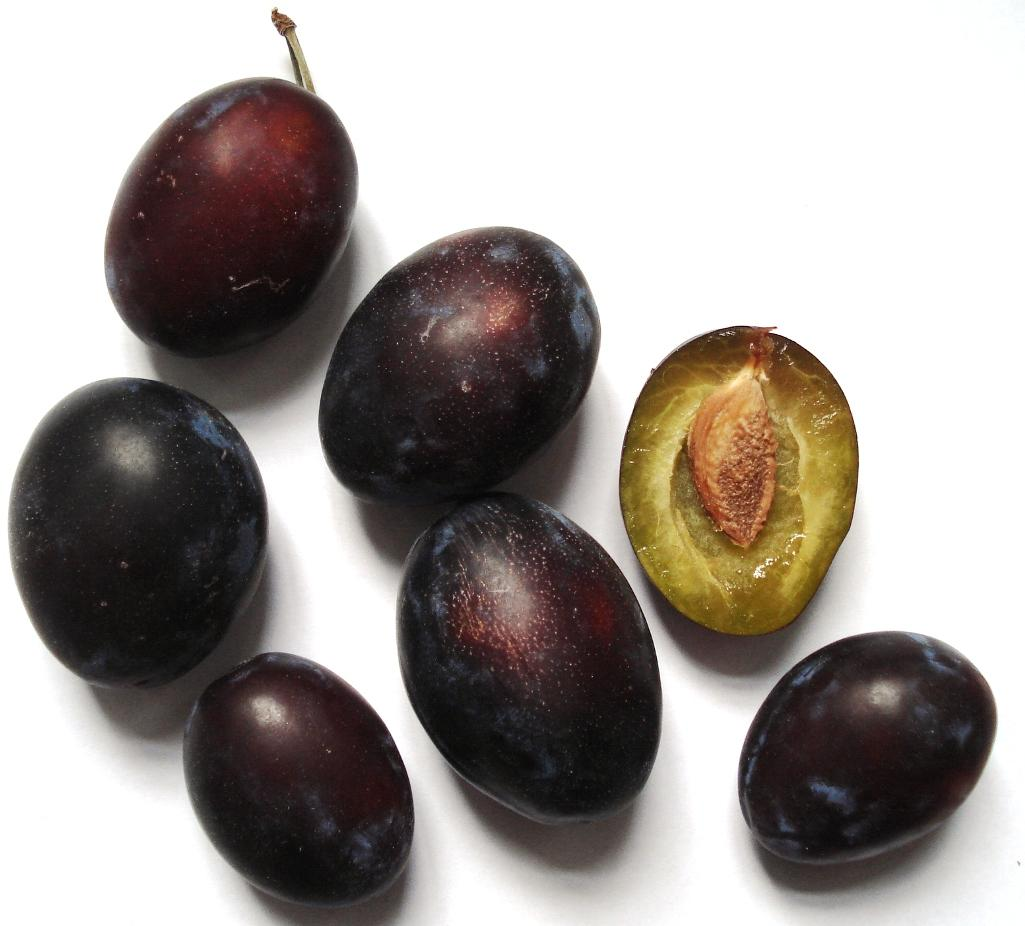
Mận thương phẩm, tươi, chưa sấy khô

Mận khô là quả mận được sấy phơi khô, phổ biến nhất là mận châu Âu (Prunus domestica). Không phải tất cả các loài hoặc giống mận đều có thể sấy thành mận khô. Mận khô thường dùng loại quả chắc thịt thuộc giống mận Âu, có hàm lượng chất rắn hòa tan cao và không lên men trong quá trình sấy khô.
Hầu hết mận khô thuộc giống cây hạt đá (hạt cứng rất dễ tách gọt), trong khi hầu hết mận được trồng để ăn tươi là loại hạt bám (hạt cứng khó tách gọt hơn).
Mận khô chứa 64% carbohydrate bao gồm chất xơ, 2% protein, một nguồn vitamin K phong phú và một nguồn vitamin B và khoáng chất vừa phải. Hàm lượng sorbitol của chất xơ có khả năng mang lại tác dụng nhuận tràng khi ăn mận khô. Trái ngược với tên gọi, mận luộc hoặc mận khô không được dùng để làm mận ngâm đường .

## Sản xuất
Hơn 1.000 giống mận được trồng để sấy khô. Giống chính được trồng ở Hoa Kỳ là giống mận 'Pháp cải tiến'. Các giống khác bao gồm 'Sutter', 'Tulare Giant', 'Moyer', 'Imperial', 'Italian' và mận xanh. Mận để sấy được đưa ra thị trường sớm hơn mận tươi và thường có kích thước nhỏ hơn. Phần lớn các giống mận được trồng thương mại đều có khả năng tự thụ phấn và không cần cây thụ phấn riêng biệt. 

## Ảnh hưởng sức khỏe
Mận khô chứa chất xơ (khoảng 7% trọng lượng; bảng) có thể mang lại tác dụng nhuận tràng. Hàm lượng sorbitol trong mận khô cũng có thể là tác nhân dẫn đến điều này, kết luận được đưa ra trong một đánh giá năm 2012 của Cơ quan An toàn Thực phẩm Châu Âu. Báo cáo cũng chứng minh rằng mận khô góp phần hiệu quả vào việc duy trì chức năng ruột bình thường trong dân số nói chung nếu tiêu thụ với số lượng ít nhất 100 gam (3,5 oz) mỗi ngày.

### Dinh dưỡng
Mận khô chứa 31% nước, 64% carbohydrate, bao gồm 7% chất xơ, 2% protein và ít hơn 1% chất béo (bảng). Mận khô là nguồn vitamin K vừa phải (57% Giá trị hàng ngày, DV) và chứa một số vitamin B và khoáng chất với lượng vừa phải (4-16% DV; bảng).

### Hóa thực vật
Mận và nước ép mận có chứa hợp chất hóa thực vật, bao gồm các hợp chất phenolic (chủ yếu là axit neochlorogen và axit chlorogen) và sorbitol.

## Sử dụng

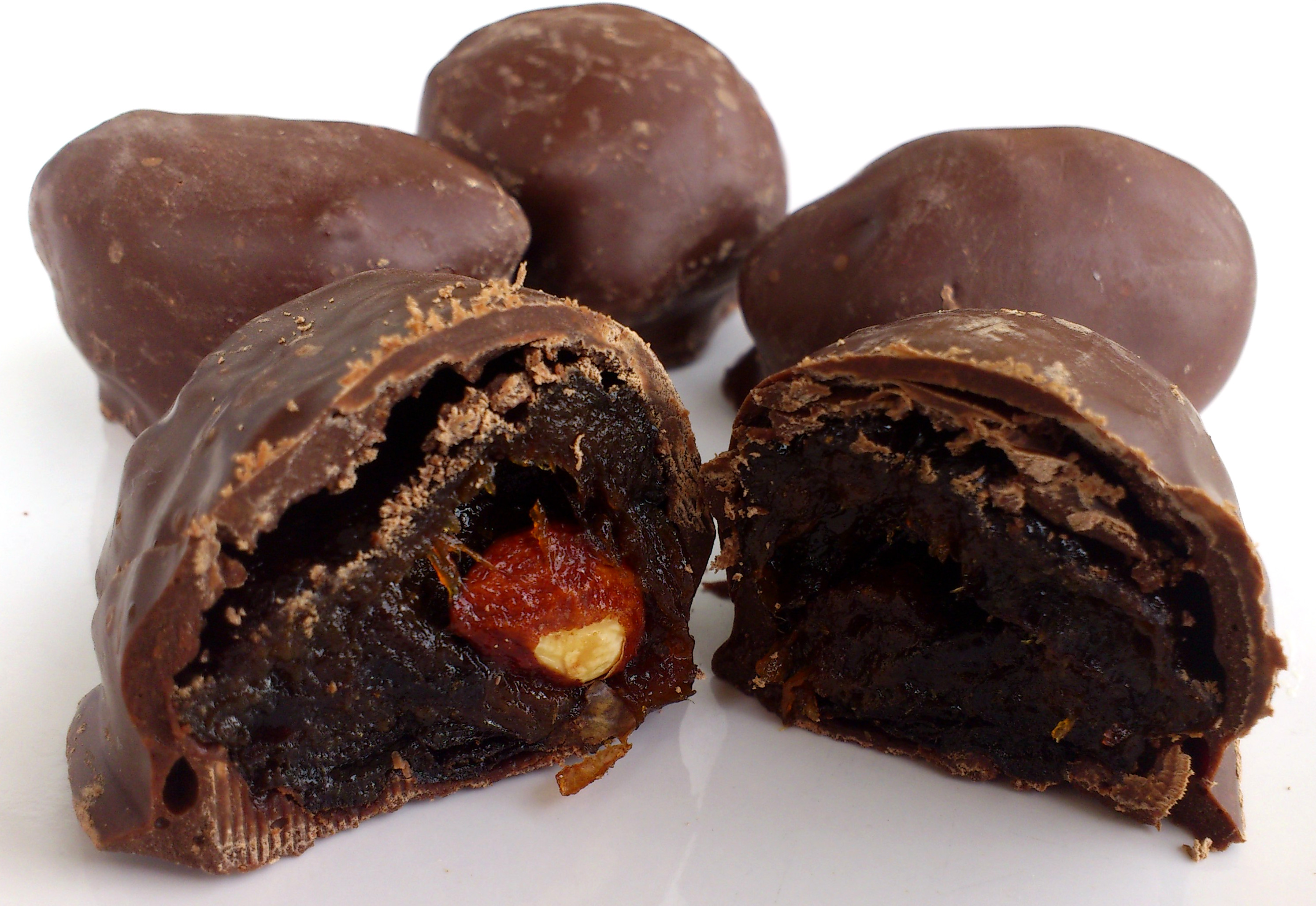
Mận Nga trong sô cô la với hạnh nhân ở giữa

Mận khô được sử dụng để chế biến cả món ngọt và món mặn.
Trái ngược với tên gọi, mận luộc hoặc mận khô không được sử dụng để làm mận ngâm đường, mà thay vào đó có thể là quả hạch, hạt hoặc gia vị được phủ một lớp đường cứng, còn được gọi là kẹo ngào.